# Blaž Furdi
Blaž Furdi (27 mei 1988) is een Sloveens wielrenner. Hij is professional sinds 2007. Furdi werd op 11 juni 2012 per direct op non-actief gezet door het Oostenrijkse continentale Tirol Cycling Team nadat hij begin mei tijdens een raveparty in zijn moederland naast alcohol naar eigen zeggen ook "onbewust" speed gebruikt bleek te hebben. Kort daarop werden tijdens een dopingcontrole sporen van het verboden stimulerende amfetamine bij hem gevonden.

## Erelijst
2004
- Sloveens kampioen tijdrijden (Nieuwelingen)
- Sloveens kampioen wegwedstrijd (Nieuwelingen)

2005
- Proloog Po Stajerski (Junioren)
- 2e etappe Po Stajerski (Junioren)
- Eindklassement Po Stajerski (Junioren)

2006
- 3e etappe Giro della Toscana (Junioren)
- 4e etappe Tour de Lorraine (Junioren)

2008
- VN HiFi-Color Studio (Elite/U23)

2009
- 1e etappe Košice-Tatry-Košice
- Jongerenklassement Ronde van Slovenië

2010
- 1e etappe Jadranska Magistrala
- Jongerenklassement Ronde van Slovenië
- GP Palio del Recioto
- Sloveens kampioen wegwedstrijd (Beloften)

2012
- GP Sportland Niederösterreich Poysdorf

Cujnik · Furdi · Jarc · Kišerlovski · Kump · Nose · Senekovic · Špilak · Svab · J. Zagar · T. Zagar · Zrimšek
Fajt · Furdi · Gnezda · Gorenc · Haller · Hočevar · Jarc · Mahorič · Nose · Segina · Zagar